# 1.FCニュルンベルクII
1.FCニュルンベルクII（1. FC Nürnberg II, 正式名称: 1. Fußball-Club Nürnberg, Verein für Leibesübungen e.V. II）は、ドイツ・バイエルン州・ニュルンベルクを本拠地とする総合スポーツクラブである1.FCニュルンベルクのリザーブチーム。レギオナルリーガ・バイエルン所属。
2005年までの1.FCニュルンベルク・アマチュアをプレーした。

## 歴史

### 1955年–1963年
1955年、アマチュアリーガ・ミッテルフランケン＝ズュートで優勝し、次の昇格ラウンドで2位になりバイエルン州最高峰のサッカーリーグ、バイエルン州最高峰のサッカーリーグ、当時の第3層のアマチュアリーガノルトバイエルンへの昇格を初めて勝ち取った。当時バイエルン州でこのレベルの2つのリーグのうちの1つであるアマチュアリーガ・ノルトバイエルンから1.アマチュアリーガ・バイエルン南部で並行して存在した。
1959年、1.アマチュアリーガ・バイエルンは14位で2.アマチュアリーガを降格。1963年までのこのレベルに留まったが、その年にドイツサッカーリーグ制度の再編により、新しい第4層となったランデスリーガ・バイエルン＝ミッテに加わった。

### 1963年–1973年
1963-64シーズン、ランデスリーガ・バイエルン＝ミッテで5位になった後、1964-65シーズンにはリーグ優勝を果たし、アマチュアリーガ・バイエルンへ昇格を果たした。このリーグは通称バイエルンリーガと呼ばれ、初年度は優勝したBCアウクスブルクと2ポイント差の2位につけた。3部リーグはドイツでリザーブチームが認められているリーグの最高位であったため、リーグ優勝したとしても昇格することはできなかった。
チームのパフォーマンスは年々徐々に低下し、1970年まで5位、7位、10位、13位に終わった。1969-70シーズンには、わずか2ポイント差で降格を免れた。1973年にはリーグ戦で最下位となり、救いの手を14ポイント差でランデスリーガ・バイエルン＝ミッテに降格を終えた。

### 1973年–1987年
ランデスリーガ・バイエルン＝ミッテ降格後、チームは上位チームとしてプレーし、シーズンごとに再び成長しました。しかし、1977-78シーズンは一歩後退し、チームは11位で終了し、降格圏とはわずか1ポイント差となった。翌年は改善が見られたが、1979-80シーズンは傑出した年となり、68ポイント中61ポイントを獲得してリーグ優勝とバイエルンリーガに昇格を果たした。
1980-81シーズン、復帰初年度に再びリーグ準優勝を果たし、今度はMTVインゴルシュタットに敗れた。今回は衰退がさらに速く、その後、チームは降格に苦しみ、1983年までに再びランデスリーガ・バイエルン＝ミッテに降格した。翌年には再びランデスリーガ・バイエルン＝ミッテのタイトルを優勝し、バイエルンリーガに復帰した。
その後3シーズンをこのレベルで過ごしましたが、1987年に再びランデスリーガ・バイエルン＝ミッテに降格を喫し、最下位に終わりました。その1つ上の順位と1ポイント上では、地元のライバルであるSpVggグロイター・フュルトのトップチームが並んでいた。

### 1987年–1998年
ランデスリーガ・バイエルン＝ミッテでのサッカー生活がかなり長く続いた。1990-91シーズンは、グロイター・フュルトと勝ち点を並べて首位に立ったが、その後のチャンピオン決定戦で敗れた。準優勝として出場権を獲得した次の昇格ラウンドでは、ランデスリーガ・バイエルン＝ズュート準優勝のFCグンデルフィンゲンに1-0で敗れ、ランデスリーガ・バイエルン＝ミッテ残留を余儀なくされた。その前後のほとんどのシーズンでは6位と7位でフィニッシュした。
1996年、ニュルンベルクのファーストチームが史上初めて3部リーグに降格したため、1.FCニュルンベルク・アマチュアから1.FCニュルンベルクIIに改名した。最初のチームがもはや完全なプロリーグでプレーしていなかったため、アマチュアと見なされていてこれは1シーズンだけ続き、1.FCニュルンベルク・アマチュアに戻した。
1997年、2.ブンデスリーガのリザーブチームは翌年もこの上昇傾向を追い、リーグ2位でフィニッシュし、昇格ラウンドを突破しバイエルンリーガに昇格した。

### 1998年–2008年
現在リーグシステムの4部リーグに過ぎないバイエルンリーガに復帰し、11年前に離脱したときよりも競争力のあるチームとなり、初年度は7位に終わった。その後も上位に君臨し、2001年、2004年、2006年の3回2位に入賞し、2001年には、チャンピオンシップと昇格まであと1勝で、同じミッテルフランケンのクラブであるSpVggアンスバッハと3ポイント差でフィニッシュした。
2004年には、TSV1860ミュンヘンIIが1ポイント差で彼らを破り、2006年には、チャンピオンのFCインゴルシュタット04に11ポイント差をつけられたことは、より明白な結果であった。
2005年には、1.FCニュルンベルク・アマチュアから1.FCニュルンベルクIIに再び改名し、ブンデスリーガの1位と2位のチームのリザーブチームもそうでした。
2007-08シーズン、チームは3位でフィニッシュし、3クラブの創設に伴うリーグ改革でレギオナルリーガ・ズュートに昇格したバイエルンリーガの6クラブのうちの1つとなった3. リーガ。

### 2008年–現在
2008年以降、1.FCニュルンベルクIIはティア4のレギオナルリーガ・ズュートでプレーした。このリーグで4シーズンを過ごし、2009-10シーズンを最高成績として2位に入賞したクラブは、2012年に新たに結成されたレギオナルリーガ・バイエルンの一部となった。そこでの最初の2シーズンで、クラブはそれぞれ4位と8位でフィニッシュした。

## タイトル

### リーグ
- ランデスリーガ・バイエルン＝ミッテ（英語版）: 3回
  - 1965, 1980, 1984
- 2.アマチュアリーガ・ミッテルフランケン＝ズュート（英語版）: 2回
  - 1955, 1963

### カップ
- ミッテルフランケン・ポカール（英語版）: 3回
  - 1995, 2001, 2006

## 過去の成績
出典
| シーズン | ディビジョン                 | ディビジョン | ディビジョン | ディビジョン | ディビジョン | ディビジョン | ディビジョン | ディビジョン | ディビジョン |
| シーズン | リーグ                       | 試           | 勝           | 分           | 敗           | 得           | 失           | 点           | 順位         |
| -------- | ---------------------------- | ------------ | ------------ | ------------ | ------------ | ------------ | ------------ | ------------ | ------------ |
| 1998-99  | バイエルンリーガ             | 34           | 14           | 12           | 8            | 59           | 44           | 54           | 7位          |
| 1999-00  | バイエルンリーガ             | 34           | 13           | 14           | 7            | 60           | 44           | 53           | 5位          |
| 2000-01  | バイエルンリーガ             | 38           | 23           | 9            | 6            | 84           | 44           | 78           | 2位          |
| 2001-02  | バイエルンリーガ             | 36           | 21           | 6            | 9            | 84           | 44           | 69           | 3位          |
| 2002-03  | バイエルンリーガ             | 34           | 17           | 8            | 9            | 70           | 51           | 59           | 6位          |
| 2003-04  | バイエルンリーガ             | 34           | 21           | 4            | 9            | 68           | 39           | 67           | 2位          |
| 2004-05  | バイエルンリーガ             | 34           | 16           | 6            | 12           | 54           | 37           | 54           | 4位          |
| 2005-06  | バイエルンリーガ             | 34           | 18           | 10           | 6            | 74           | 38           | 64           | 2位          |
| 2006-07  | バイエルンリーガ             | 36           | 18           | 8            | 10           | 56           | 41           | 62           | 6位          |
| 2007-08  | バイエルンリーガ             | 34           | 17           | 8            | 9            | 59           | 31           | 59           | 3位          |
| 2008-09  | レギオナルリーガ・ズュート   | 34           | 17           | 10           | 7            | 65           | 37           | 61           | 5位          |
| 2009-10  | レギオナルリーガ・ズュート   | 34           | 18           | 9            | 7            | 55           | 30           | 63           | 2位          |
| 2010-11  | レギオナルリーガ・ズュート   | 30           | 10           | 7            | 13           | 43           | 46           | 36           | 11位         |
| 2011-12  | レギオナルリーガ・ズュート   | 34           | 11           | 11           | 12           | 59           | 54           | 44           | 10位         |
| 2012-13  | レギオナルリーガ・バイエルン | 38           | 19           | 8            | 11           | 64           | 40           | 65           | 4位          |
| 2013-14  | レギオナルリーガ・バイエルン | 36           | 13           | 14           | 9            | 57           | 46           | 53           | 8位          |
| 2014-15  | レギオナルリーガ・バイエルン | 34           | 12           | 10           | 12           | 39           | 39           | 46           | 8位          |
| 2015-16  | レギオナルリーガ・バイエルン | 34           | 19           | 6            | 9            | 57           | 37           | 63           | 3位          |
| 2016-17  | レギオナルリーガ・バイエルン | 34           | 14           | 7            | 13           | 72           | 67           | 49           | 7位          |
| 2017-18  | レギオナルリーガ・バイエルン | 36           | 17           | 4            | 15           | 70           | 61           | 55           | 5位          |
| 2018-19  | レギオナルリーガ・バイエルン | 34           | 15           | 10           | 9            | 50           | 38           | 55           | 5位          |
| 2020-21  | レギオナルリーガ・バイエルン | 26           | 14           | 7            | 5            | 61           | 32           | 49           | 2位          |
| 2021-22  | レギオナルリーガ・バイエルン | 38           | 11           | 16           | 11           | 55           | 56           | 49           | 11位         |
| 2022-23  | レギオナルリーガ・バイエルン | 38           | 18           | 7            | 13           | 81           | 55           | 61           | 4位          |
| 2023-24  | レギオナルリーガ・バイエルン | 34           | 19           | 4            | 11           | 77           | 50           | 61           | 3位          |
| 2024-25  | レギオナルリーガ・バイエルン | 34           |              |              |              |              |              |              | 位           |

## DFBポカール出場
DFBポカールの1回戦に何度も出場。しかし、2008年以降もリザーブチームはDFBポカールに出場する資格がなくなってしました。
| シーズン | ラウンド    | 日付           | 対戦相手                                     | 結果 |
| -------- | ----------- | -------------- | -------------------------------------------- | ---- |
| 1979-80  | 1回戦       | 1979年8月25日  | TuSシュロス・ノイハウス                      | 2-3  |
| 1981-82  | 1回戦       | 1981年8月28日  | SSVウルム1846                                | 1-1  |
| 1981-82  | 1回戦再試合 | 1981年9月8日   | SSVウルム1846                                | 1-3  |
| 1984-85  | 1回戦       | 1984年9月1日   | SVズュートヴェスト・ルートヴィヒスハーフェン | 1-0  |
| 1984-85  | 2回戦       | 1984年10月13日 | SCユーリッヒ1910                             | 0-3  |
| 1995-96  | 1回戦       | 1995年8月26日  | ボルシア・メンヒェングラートバッハ           | 0-3  |

## 現所属メンバー
2024年9月15日現在

### フォーメーション
2024-25シーズン　最新(SpVggハンコフェン＝ハイリング)戦フォーメーション(4-3-3)
注：選手の国籍表記はFIFAの定めた代表資格ルールに基づく。
| No. | Pos. |            | 選手名                           |
| --- | ---- | ---------- | -------------------------------- |
| 1   | GK   | ドイツ     | アーミン・オラヨ ()              |
| 2   | DF   | ドイツ     | ルーカス・ベーツ                 |
| 3   | DF   | ドイツ     | マクシミリアン・ベルシュナイダー |
| 4   | DF   | クロアチア | ヤンコフ・シュヴェル ()          |
| 5   | DF   | ドイツ     | ファビアン・メニグ ()            |
| 6   | MF   | ドイツ     | パスカル・フックス               |
| 8   | MF   | アルメニア | ジャン・ルネ・アガジャンヤン ()  |
| 9   | FW   | スロバキア | ヤクブ・ミンタール               |
| 10  | MF   | ドイツ     | ベネディクト・キルシュ           |
| 11  | MF   | ドイツ     | バトゥハン・ギョクチェ ()        |
| 14  | FW   | ドイツ     | ピート・スコベル                 |
| 15  | DF   | ドイツ     | マキシム・グレスラー ()          |
| 16  | MF   | ドイツ     | ティム・イエニシュ               |
| 17  | MF   | ドイツ     | モリッツ・ヴィエゾレック         |

| No. | Pos. |                | 選手名                         |
| --- | ---- | -------------- | ------------------------------ |
| 18  | DF   | ドイツ         | ベン・フィッシャー             |
| 19  | FW   | ドイツ         | イェスパー・ペンターマン       |
| 23  | DF   | ギリシャ       | ハラランボス・ゲオルギアディス |
| 27  | FW   | ドイツ         | ウチェ・オビオグム ()          |
| 28  | DF   | ルクセンブルク | クレイトン・イリゴイェン       |
| 29  | MF   | ドイツ         | サイモン・ヨアヒムス           |
| 30  | MF   | ドイツ         | ニコ・ツィエッチ               |
| 31  | GK   | ドイツ         | バハ・カラカヤ ()              |
| 33  | FW   | ドイツ         | イェロン・クルパ               |
| 34  | MF   | ルクセンブルク | ソフィアン・イケネ ()          |
| 38  | MF   | ドイツ         | ウィナーズ・オサウェ ()        |
| 39  | GK   | ドイツ         | ニコラス・オルテゲル           |
| 96  | GK   | ドイツ         | フェリックス・キルコフ         |

※括弧内の国旗はその他保有国籍、もしくは市民権、星印はEU圏外選手を示す。

### ローン移籍選手
in
注：選手の国籍表記はFIFAの定めた代表資格ルールに基づく。
| No. | Pos. |            | 選手名                                      |
| --- | ---- | ---------- | ------------------------------------------- |
| 27  | FW   | ドイツ     | ウチェ・オビオグム (ホッフェンハイムII)     |
| 14  | FW   | ドイツ     | ピート・スコベル (アイムスビュッテラ)()     |
| 4   | DF   | クロアチア | ヤンコフ・シュヴェル (シュトゥットガルトII) |
| 33  | FW   | ドイツ     | イェロン・クルパ (インゴルシュタット)       |
| 23  | DF   | ギリシャ   | ハラランボス・ゲオルギアディス (PAOKU-19)   |
| 22  | DF   | ドイツ     | ニック・ザイデル (カールスルーエU-19)()     |

| No. | Pos. |                | 選手名                                               |
| --- | ---- | -------------- | ---------------------------------------------------- |
| 17  | MF   | ドイツ         | モリッツ・ヴィエゾレック (FCインゴルシュタット04 II) |
| 9   | FW   | スロバキア     | ヤクブ・ミンタール (バイロイト)                      |
| 28  | DF   | ルクセンブルク | クレイトン・イリゴイェン (ニュルンベルクU-19)        |
| 2   | DF   | ドイツ         | ルーカス・ベーツ (ニュルンベルクU-19)                |
| 19  | FW   | ドイツ         | イェスパー・ペンターマン (ニュルンベルクU-19)        |
| 31  | GK   | ドイツ         | バハ・カラカヤ (ニュルンベルクU-19)()                |

out
注：選手の国籍表記はFIFAの定めた代表資格ルールに基づく。
| No. | Pos. |        | 選手名                                          |
| --- | ---- | ------ | ----------------------------------------------- |
|     | DF   | ドイツ | ニクラス・ゾマー (無所属)()                     |
|     | DF   | ドイツ | ニック・ザイデル (ニュルンベルク)()             |
|     | MF   | ドイツ | ニコ・ヴィルツ (FVディーフレン)                 |
|     | DF   | ドイツ | ティム・フーンホルツ (ロードアイランド・ラムズ) |
|     | MF   | ドイツ | ニクラス・ヤーン (ボーフム)                     |

| No. | Pos. |                          | 選手名                                |
| --- | ---- | ------------------------ | ------------------------------------- |
|     | DF   | トルコ                   | セイハン・イート (マンハイム)()       |
|     | FW   | コートジボワール         | マリック・サノゴ (無所属)()           |
|     | MF   | ボスニア・ヘルツェゴビナ | フィリップ・イリッチ (無所属)()       |
|     | DF   | セルビア                 | ニコラ・コムリェノヴィッチ (無所属)() |

## 歴代監督
出典
- イェネー・ヴィンチェ（英語版） 1964.7–1966.11
- ペーター・ジーゲルト 1981-1982
- ハイニ・ミュラー（英語版） 1984-1985
- ラインホルト・ヒンターマイヤー（英語版） 1992.7-1993.6
- ヴォルフガング・ザンドハウ（英語版） 1995.7-1996.6
- イオン・パル 1996.11-1997.6
- ディーター・ニュッシング（英語版） 1998-2002, 2005, 2012.12-2013.6
- アロイス・ラインハルト（英語版） 2002.7-2005.4
- ペーター・ツァイドラー 2005-2007
- ルネ・ミュラー（英語版） 2007.1-2011.4
- ペッレグリーノ・マタラッツォ (暫定監督) 2011
- ミヒャエル・ウィージンガー（英語版） 2011.7-2012.12
- ロジャー・プリンツェン（英語版） 2013-2016
- ダニエル・クレバー（英語版） (暫定監督) 2014
- ミヒャエル・ケルナー（英語版） 2016.7-2017.3
- ファビアン・アデルマン (暫定監督) 2017, 2018.10-2019.6
- ライナー・ガイヤー（ドイツ語版） 2017.7-2018.10
- マレク・ミンタール 2019-2021
- クリスティアン・フィエル（英語版） 2021.7-2023.2
- ヴィンセント・ノヴァク 2023
- アンドレアス・ヴォルフ（英語版） 2023-

## 歴代所属選手

### GK
- フェリックス・キルコフ（ドイツ語版） 2019-
- アーミン・オラヨ（ドイツ語版） 2023-
- ニコラス・オルテゲル（ドイツ語版） 2023-
- バハ・カラカヤ 2024-

### DF
- ニコラ・コムリェノヴィッチ（ドイツ語版） 2021-2024
- セイハン・イート 2022-2024
- ファビアン・メニグ（英語版） 2022-
- ティム・フーンホルツ 2023-2024
- ベン・フィッシャー（ドイツ語版） 2023-
- マクシミリアン・ベルシュナイダー（ドイツ語版） 2023-
- マキシム・グレスラー（英語版） 2023-
- ニクラス・ゾマー（英語版） 2023-2025
- ルーカス・ベーツ 2024-
- クレイトン・イリゴイェン 2024-
- ニック・ザイデル 2024-2025
- ハラランボス・ゲオルギアディス 2024-
- ヤンコフ・シュヴェル（ドイツ語版） 2025-

### MF
- ゲオルク・エンゲルハルト 1958-1959
- マレク・ミンタール 2012-2013
- アリ・ルーン 2021-2024
- ニクラス・ヤーン（英語版） 2022-2024
- サイモン・ヨアヒムス（ドイツ語版） 2022-
- ニコ・ヴィルツ 2023-2024
- ティム・イエニシュ（ドイツ語版） 2023-
- ニコ・ツィエッチ（ドイツ語版） 2023-
- ソフィアン・イケネ（英語版） 2023-
- パスカル・フックス（ドイツ語版） 2023-
- バトゥハン・ギョクチェ（ドイツ語版） 2023-
- ジャン・ルネ・アガジャンヤン（ドイツ語版） 2023-
- ベネディクト・キルシュ（英語版） 2023-
- モリッツ・ヴィエゾレック 2024-
- ウィナーズ・オサウェ 2024-

### FW
- マリック・サノゴ（英語版） 2023-2024
- イェスパー・ペンターマン（ドイツ語版） 2024-
- ヤクブ・ミンタール 2024-
- イェロン・クルパ（英語版） 2024-
- ウチェ・オビオグム（ドイツ語版） 2024-
- ピート・スコベル 2025-